# Cominella maculosa
Cominella maculosa är en snäckart som först beskrevs av Martyn 1784.  Cominella maculosa ingår i släktet Cominella och familjen valthornssnäckor. Inga underarter finns listade i Catalogue of Life.